# Seznam ameriških šahistov
Seznam ameriških šahistov.

## A
- Levon Aronian (armensko-amer.)
- Maurice Ashley

## B
- Pal Benko (1928-2019) (Madžar)
- Hans Berliner
- Claude Bloodgood
- Walter Browne
- Robert Byrne

## C
- Fabiano Caruana
- Larry Christiansen

## D
- Arnold Denker
- Mark Diesen
- Maxim Dlugy
- Roman Dzindzichashvili

## E
- Larry Evans

## F
- Reuben Fine
- Robert Fischer

## G
- Boris Gulko

## H
- Dan Heisman
- Israel Albert Horowitz

## K
- Gata Kamsky
- Isaac Kashdan
- Lubomir Kavalek
- Hans Kmoch
- George Koltanowski

## L
- Edward Lasker
- Emanuel Lasker
- William Lombardy
- Samuel Loyd

## M
- George Henry Mackenzie
- Frank Marshall
- James Mason
- Paul Morphy

## N
- Hikaru Nakamura
- William Ewart Napier
- Hans Niemann

## P
- Harry Nelson Pillsbury
- Joseph Platz
- Susan Polgar

## R
- Samuel Reshevsky
- Nicolas Rossolimo

## S
- Yasser Seirawan
- Jackson Whipps Showalter
- Wilhelm Steinitz

## W
- Joshua Waitzkin

## Y
- Alex Yermolinsky